# 贝尔蒂奥加
贝尔蒂奥加是巴西圣保罗州的一个市镇。总面积492平方公里，总人口43763人，人口密度88.9人/平方公里。1979年，纳粹党卫队军官、奥斯维辛集中营医生约瑟夫·门格勒匿名在此地游泳时溺毙。